# استان کهگیلویه و بویراحمد
کُهگیلویِه و بویِراحمد یکی از استان‌های ایران است که مرکز آن، شهر یاسوج می‌باشد. این استان با گستره‌ای نزدیک‌به ۱۶ هزار و ۲۴۹ کیلومتر مربع، در راستای رشته کوه‌های زاگرس قرار دارد که از شمال به چهارمحال و بختیاری، از غرب به خوزستان، از جنوب به بوشهر و از شرق به فارس و اصفهان محدود می‌شود.جمعیت این استان، که بیشتر از مردم لر هستند، بر پایه سرشماری مرکز آمار ایران در سال ۱۴۰۴ برابر با ۷۶۳٬۰۰۰ نفر می‌باشد، که نسبت به نرخ جمعیت این استان در سال ۱۳۹۵، رشدی صعودی داشته است. بیش از ۵۰ درصد این جمعیت، در بخش‌های شهری ساکن هستند.
این استان که از نظر گستردگی حدود یک درصد از مساحت ایران را در بر می‌گیرد، پس از خوزستان، دومین تولیدکننده بزرگ نفت در کشور است. بیش از ۲۵ درصد نفت و گاز و درحدود ۱۰ درصد از رواناب‌های ایران را در اختیار دارد، بیش از ۲۰۰۰ گونه گیاهی، ازجمله بیش از ۴۵۰ گونه گیاه دارویی، در این استان قرار دارند، علاوه بر آن،  ۹ درصد از جنگل‌های ایران (حدود ۲۰ درصد رشته‌کوه‌های زاگرس) را در خود جای داده است، طوری‌که ۵۶ درصد استان کهگیلویه و بویراحمد را جنگل‌ها پوشانده‌اند و این استان را در مقام اول از نظر بیشترین پوشش جنگلی در یک استان، قرار داده اند. با وجود تمام اینها، استان کهگیلویه و بویراحمد جزو محروم‌ترین استان‌های ایران می‌باشد.

## تقسیمات کشوری
این سرزمین، تا پیش از تصرف به دست والیان استان فارس، بخشی از حکومت لر بزرگ بود و پس از فروپاشی حکومت لر بزرگ تا دوران قاجار، خودگردان بود که سپس به تصرف یکی از والیان ایالت فارس درآمد و ولایتی از فارس شد. در سال ۱۲۵۸ هجری قمری، شهرستان‌های امیدیه، آغاجاری، شادگان، بهبهان، رامهرمز، هندیجان، بندر ماهشهر و بعدها دیلم و گناوه از منطقه کهگیلویه جدا شدند. (مردم این شهرستان‌ها همگی لر و لر زبان هستند) از سال ۱۳۲۴ هـ. خ به جهات سیاسی، بویراحمد از کهگیلویه مجزا و ضمیمه استان فارس گردید. در ۲۲ تیرماه ۱۳۴۲ طبق تصویب‌نامه مجلس شورای ملی، سرزمین ایل‌های ششگانه کهگیلویه و بویراحمد که تا آن زمان بخشی جزء استان فارس و بخشی جزء استان خوزستان بود از این دو استان جدا شد و به فرمانداری کل تبدیل گردید و متعاقب آن شهر یاسوج مرکز استان در سال ۱۳۴۴ شکل گرفت و سرانجام در خرداد سال ۱۳۵۵ با همان محدوده به استان تغییر یافت.
این استان به نه شهرستان و ۲۲ بخش تقسیم شده است که شامل ۲۰ شهر و بیش از ۱۷۰۰ روستا می‌گردد .شهرستان‌های این استان عبارتند از:
| شهرستان  | مرکز     | جمعیت سال ۱۳۹۰ | جمعیت سال ۱۳۹۵ | تغییر |
| -------- | -------- | -------------- | -------------- | ----- |
| بویراحمد | یاسوج    | ۲۴۳٬۷۷۱        | ۲۹۹٬۸۸۵        |       |
| کهگیلویه | دهدشت    | ۱۳۲٬۳۲۸        | ۱۳۱٬۳۵۱        |       |
| گچساران  | دوگنبدان | ۱۱۹٬۲۱۷        | ۱۲۴٬۰۹۶        |       |
| دنا      | سی سخت   | ۵۲٬۰۴۰         | ۴۲٬۵۳۹         |       |
| بهمئی    | لیکک     | ۳۷٬۰۴۸         | ۳۸٬۱۳۶         |       |
| چرام     | چرام     | ۳۲٬۱۵۹         | ۳۳٬۵۴۳         |       |
| باشت     | باشت     | ۲۰٬۶۹۹         | ۲۱٬۶۹۰         |       |
| لنده     | لنده     | ۲۱٬۳۶۷         | ۲۱٬۸۱۲         |       |
| مارگون   | مارگون   | -              | ۱۹٬۸۷۶         |       |

## آمار
استان کهگیلویه و بویراحمد از نظر جمعیت و مساحت از استان‌های کوچک ایران است و درهر دو مورد دارای رتبه ۲۸ در بین سی استان می‌باشد.
بزرگ‌ترین و پرجمعیت‌ترین شهرستان استان، شهرستان بویراحمد به مرکزیت یاسوج می‌باشد. جمعیت این استان حدود هشتصد هزار نفر می‌باشد.
۶۸ درصد از جمعیت کل استان ما در محدوده سنی ۱۵ تا ۶۴ سال هستند که جمعیت جوان را تشکیل می‌دهند. از جمعیت ۷۳۰ هزار و ۵۲ نفر استان، ۱۹۵ هزار و ۲۴۷ نفر در گروه سنی صفر تا ۱۴ سال، ۴۸۴ هزار و ۹۹۵ نفر در گروه سنی ۱۵ تا ۶۴ سال و تعداد ۳۲ هزار و ۸۴۶ نفر بیش از ۶۴ سال سن دارند.

## محرومیت و اعتراضات
استان کهگیلویه و بویراحمد با وجود جمعیت نه‌چندان زیاد، از استان‌های محروم کشور به شمار می‌رود؛ به‌گونه‌ای که با نرخ بیکاری ۱۲٫۶ درصد، در رتبه ششم بالاترین میزان بیکاری در کشور قرار دارد. درحالی‌که ۲٫۲ تولید ناخالص داخلی ایران را فراهم می‌کند.
در بهمن ۱۴۰۳، نارضایتی عمومی از وضعیت اقتصادی و بحران انرژی موجب شکل‌گیری اعتراضات گسترده‌ای در استان کهگیلویه و بویراحمد، به‌ویژه در شهر دهدشت شد. معترض‌ها با سردادن شعارهایی علیه حکومت («مرگ بر خامنه‌ای»، «مرگ بر دیکتاتور»، «مرگ بر جمهوری اسلامی»، «امسال سال خونه، سید علی سرنگونه»)، نارضایتی خود را از مدیریت نادرست منابع انرژی و مشکلات معیشتی ابراز کردند. نیروهای امنیتی با حضور گسترده در میدان مرکزی دهدشت، از تجمع بیش از دو نفر پیشگیری کرده و با بازداشت تعدادی از معترض‌ها، اعتراض‌ها را سرکوب کردند.

## تاریخ
استان کهگیلویه وبویراحمد از مناطق اصلی تاریخی ایلامی و الیمائی بوده.
با مطالعه باستان شناسان در استان قدمت استان به دوران پارینه سنگی می‌رسد استان کهگیلویه و بویراحمد در دوره ایلامی جز از انزان شرقی بوده است آثار فراوانی از دوره ایلامیان در استان وجود دارد، با آمدن آریایی‌ها به این ناحیه و قدرت گرفتن شاهان هخامنشی استان جز خاستگاه تمدن هخامنشیان نیز محسوب می‌شد، امپراتوری هخامنشیان دارای ۲۳ ساتراپ بود.
- استان در دوره‌های مختلف تاریخ‌شناسی ایران

1. تاریخ پیش از اسلام و پیش از ورود آریایی‌ها که این استان (منطقه جغرافیایی این استان) در دوره هزاره ۴ قبل از میلاد بخشی از تمدن ایلام بوده است.
2. در دوره بعد از اسلام و همچنین بعد از ورود آریایی‌ها

از سال ۱۲ هجری به تدریج حمله اعراب به ایران آغاز شد و ساسانیان مغلوب آنان شدند و امپراتوری ایران به دست مسلمانان افتاد. در اوایل دوره اسلامی هر بخش را تحت اختیار یک فرمانروای عرب قرار دادند که یکی از این چهار بخش، منطقه کهگیلویه به مرکزیت ارجان بود. همچنین، ریاست مردم کهگیلویه در اواخر سده دوم و اوایل سده سوم هجری به عهده فردی به نام روزبه بود که او را پادشاه این منطقه (پادشاه زمیگان) نیز می‌خواندند. با این تفاسیر، حداقل تا سال ۳۴۶ ه‍.ق خاندان گیلویه بر نواحی کهگیلویه حکومت می‌کردند. اما از سده سوم هجری به بعد است که محدوده وسیعی از مملکت ایران، شامل استان‌های لرستان، ایلام، کرمانشاه، چهار محال بختیاری، کهگیلویه و بویراحمد و همچنین بخش‌هایی از استان فارس، استان بوشهر و استان خوزستان، همگی تحت عنوان بلاد اللور (لرستان) شناخته شد و در سال ۳۰۰ هجری در اختیار دو برادر به نامهای بدر و منصور قرار گرفت.
این استان به جز در سلسله حکومت سامانیان و طاهریان و قراقویونلو و قسمت شمالی ان در حکومت مادها جزئی از خاک تمامی حکومت‌های ایران بوده است.

### پیشینه
لرستان به معنی سکونتگاه مردم لر واژه‌ای است که به سرزمین‌های لرنشین اطلاق می‌گردد و به معنای گستره جغرافیایی است که مردم لر در آن سکونت دارند. گستره نام لرستان پیش از حکومت صفویان، سکونتگاه لرهای کهگیلویه و بویر احمدی را هم شامل می‌شد. اما پس از حکومت صفویان سکونتگاه لرهای کهگیلویه را منطقه کهگیلوی نام‌گذاری کردند و سکونتگاه لرهای بویراحمد را منطقه بویراحمد نام‌گذاری کرده و جغرافیای نام لرستان به حدود استان لرستان و ایلام کنونی محدود شد. این منطقه نیز در حکومت قاجاریان به دو بخش پشتکوه و پیشکوه تقسیم شد. امروزه لرستان نام یکی از استان‌های غربی ایران است. در نمودار زیر تقسیمات لرستان از ۳۰۰ هجری قمری تاکنون آورده شده است.
|  |  |  |  |  |  |  |  |  |  |  |  |  |  |  |  |  |  |  |  |                  |                  |                  |                  |                  |                  |  |  |  |  |             |             |             |             |             |             |  |  |  |  |  |  |                              |                              | لرستان                       |                              |                              |                              |  |  |  |  |  |  |  |  |                     |                     |                     |                     |                     |                     |  |  |  |  |  |  |               |               |               |               |               |               |  |  |  |  |  |  |  |  |  |  |  |  |  |  |  |  |  |  |  |  |  |  |  |  |  |  |  |  |  |  |  |  |
|  |  |  |  |  |  |  |  |  |  |  |  |  |  |  |  |  |  |  |  |                  |                  |                  |                  |                  |                  |  |  |  |  |             |             |             |             |             |             |  |  |  |  |  |  |                              |                              |                              |                              |                              |                              |  |  |  |  |  |  |  |  |                     |                     |                     |                     |                     |                     |  |  |  |  |  |  |               |               |               |               |               |               |  |  |  |  |  |  |  |  |  |  |  |  |  |  |  |  |  |  |  |  |  |  |  |  |  |  |  |  |  |  |  |  |
|  |  |  |  |  |  |  |  |  |  |  |  |  |  |  |  |  |  |  |  |                  |                  |                  |                  |                  |                  |  |  |  |  |             |             |             |             |             |             |  |  |  |  |  |  |                              |                              |                              |                              |                              |                              |  |  |  |  |  |  |  |  |                     |                     |                     |                     |                     |                     |  |  |  |  |  |  |               |               |               |               |               |               |  |  |  |  |  |  |  |  |  |  |  |  |  |  |  |  |  |  |  |  |  |  |  |  |  |  |  |  |  |  |  |  |
|  |  |  |  |  |  |  |  |  |  |  |  |  |  |  |  |  |  |  |  |                  |                  |                  |                  |                  |                  |  |  |  |  | لر کوچک     | لر کوچک     | لر کوچک     | لر کوچک     | لر کوچک     | لر کوچک     |  |  |  |  |  |  |                              |                              |                              |                              |                              |                              |  |  |  |  |  |  |  |  | لر بزرگ             | لر بزرگ             | لر بزرگ             | لر بزرگ             | لر بزرگ             | لر بزرگ             |  |  |  |  |  |  |               |               |               |               |               |               |  |  |  |  |  |  |  |  |  |  |  |  |  |  |  |  |  |  |  |  |  |  |  |  |  |  |  |  |  |  |  |  |
|  |  |  |  |  |  |  |  |  |  |  |  |  |  |  |  |  |  |  |  |                  |                  |                  |                  |                  |                  |  |  |  |  | لر کوچک     | لر کوچک     | لر کوچک     | لر کوچک     | لر کوچک     | لر کوچک     |  |  |  |  |  |  |                              |                              |                              |                              |                              |                              |  |  |  |  |  |  |  |  | لر بزرگ             | لر بزرگ             | لر بزرگ             | لر بزرگ             | لر بزرگ             | لر بزرگ             |  |  |  |  |  |  |               |               |               |               |               |               |  |  |  |  |  |  |  |  |  |  |  |  |  |  |  |  |  |  |  |  |  |  |  |  |  |  |  |  |  |  |  |  |
|  |  |  |  |  |  |  |  |  |  |  |  |  |  |  |  |  |  |  |  |                  |                  |                  |                  |                  |                  |  |  |  |  | لرستان فیلی |             |             |             |             |             |  |  |  |  |  |  |                              |                              |                              |                              |                              |                              |  |  |  |  |  |  |  |  |                     |                     |                     |                     |                     |                     |  |  |  |  |  |  |               |               |               |               |               |               |  |  |  |  |  |  |  |  |  |  |  |  |  |  |  |  |  |  |  |  |  |  |  |  |  |  |  |  |  |  |  |  |
|  |  |  |  |  |  |  |  |  |  |  |  |  |  |  |  |  |  |  |  |                  |                  |                  |                  |                  |                  |  |  |  |  |             |             |             |             |             |             |  |  |  |  |  |  |                              |                              |                              |                              |                              |                              |  |  |  |  |  |  |  |  |                     |                     |                     |                     |                     |                     |  |  |  |  |  |  |               |               |               |               |               |               |  |  |  |  |  |  |  |  |  |  |  |  |  |  |  |  |  |  |  |  |  |  |  |  |  |  |  |  |  |  |  |  |
|  |  |  |  |  |  |  |  |  |  |  |  |  |  |  |  |  |  |  |  |                  |                  |                  |                  |                  |                  |  |  |  |  |             |             |             |             |             |             |  |  |  |  |  |  |                              |                              |                              |                              |                              |                              |  |  |  |  |  |  |  |  |                     |                     |                     |                     |                     |                     |  |  |  |  |  |  |               |               |               |               |               |               |  |  |  |  |  |  |  |  |  |  |  |  |  |  |  |  |  |  |  |  |  |  |  |  |  |  |  |  |  |  |  |  |
|  |  |  |  |  |  |  |  |  |  |  |  |  |  |  |  |  |  |  |  | پیشکوه یا لرستان | پیشکوه یا لرستان | پیشکوه یا لرستان | پیشکوه یا لرستان | پیشکوه یا لرستان | پیشکوه یا لرستان |  |  |  |  | پشتکوه      | پشتکوه      | پشتکوه      | پشتکوه      | پشتکوه      | پشتکوه      |  |  |  |  |  |  | بختیاری                      | بختیاری                      | بختیاری                      | بختیاری                      | بختیاری                      | بختیاری                      |  |  |  |  |  |  |  |  | بویراحمدی           | بویراحمدی           | بویراحمدی           | بویراحمدی           | بویراحمدی           | بویراحمدی           |  |  |  |  |  |  | شولستان       | شولستان       | شولستان       | شولستان       | شولستان       | شولستان       |  |  |  |  |  |  |  |  |  |  |  |  |  |  |  |  |  |  |  |  |  |  |  |  |  |  |  |  |  |  |  |  |
|  |  |  |  |  |  |  |  |  |  |  |  |  |  |  |  |  |  |  |  | پیشکوه یا لرستان | پیشکوه یا لرستان | پیشکوه یا لرستان | پیشکوه یا لرستان | پیشکوه یا لرستان | پیشکوه یا لرستان |  |  |  |  | پشتکوه      | پشتکوه      | پشتکوه      | پشتکوه      | پشتکوه      | پشتکوه      |  |  |  |  |  |  | بختیاری                      | بختیاری                      | بختیاری                      | بختیاری                      | بختیاری                      | بختیاری                      |  |  |  |  |  |  |  |  | بویراحمدی           | بویراحمدی           | بویراحمدی           | بویراحمدی           | بویراحمدی           | بویراحمدی           |  |  |  |  |  |  | شولستان       | شولستان       | شولستان       | شولستان       | شولستان       | شولستان       |  |  |  |  |  |  |  |  |  |  |  |  |  |  |  |  |  |  |  |  |  |  |  |  |  |  |  |  |  |  |  |  |
|  |  |  |  |  |  |  |  |  |  |  |  |  |  |  |  |  |  |  |  | استان لرستان     | استان لرستان     | استان لرستان     | استان لرستان     | استان لرستان     | استان لرستان     |  |  |  |  | استان ایلام | استان ایلام | استان ایلام | استان ایلام | استان ایلام | استان ایلام |  |  |  |  |  |  | چهارمحال و بختیاری و خوزستان | چهارمحال و بختیاری و خوزستان | چهارمحال و بختیاری و خوزستان | چهارمحال و بختیاری و خوزستان | چهارمحال و بختیاری و خوزستان | چهارمحال و بختیاری و خوزستان |  |  |  |  |  |  |  |  | کهگیلویه و بویراحمد | کهگیلویه و بویراحمد | کهگیلویه و بویراحمد | کهگیلویه و بویراحمد | کهگیلویه و بویراحمد | کهگیلویه و بویراحمد |  |  |  |  |  |  | شهرستان ممسنی | شهرستان ممسنی | شهرستان ممسنی | شهرستان ممسنی | شهرستان ممسنی | شهرستان ممسنی |  |  |  |  |  |  |  |  |  |  |  |  |  |  |  |  |  |  |  |  |  |  |  |  |  |  |  |  |  |  |  |  |

## مردم‌شناسی
مردم استان از قوم لر می‌باشند و به زبان لری جنوبی سخن می‌گویند. فارسی‌زبان اجدادی و بومی استان کهگیلویه و بویراحمد نمی‌باشد. اما به‌تازگی بسیاری از پدرومادرها به آموزش زبان فارسی به کودکان در خانه روی آورده‌اند. این رفتار در شهرها و به‌ویژه در شهرهای یاسوج و دوگنبدان درحال فراگیری است. مردم لرستان، ممسنی، کهگیلویه و بختیاری از یک نژاد بوده و با یک زبان صحبت می‌کنند؛ و این مردم لرتبار هستند اصلی‌ترین مشخصه فرهنگی و اجتماعی منطقه، در گذشته ساختار اجتماعی عشایری بوده است. بیشتر مردم استان کهگیلویه و بویراحمد، به زبان لری سخن می‌گویند که این گویش بازمانده از زبان ایرانیان پیشین است که کمتر تحت تأثیر زبان‌های بیگانه قرار گرفته است و اختلافات ریشه‌ای با سایر گویش‌های زبان لری ندارد. بیشترین جمعیت گویش‌وران لر در استان‌های لرستان، چهارمحال و بختیاری، کهگیلویه و بویراحمد و خوزستان است. همچنین لر زبان‌ها تشکیل دهنده جنوب استان ایلام، جنوب استان همدان، جنوب استان مرکزی، شمال استان بوشهر، غرب استان فارس و استان اصفهان هستند.
لری جنوبی
لری جنوبی نام شاخه‌ای از گویش‌های زبان لری است لری جنوبی تنها مختصر به استان کهگیلویه و بویراحمد نیست بلکه بسیاری از شهرها و شهرستان‌‌های استان‌های خوزستان فارس اصفهان و بوشهر به گویش لری جنوبی سخن می‌گویند که با گویش مردم کهگیلویه و بویراحمد یکسان است. مردم این شهرستان‌ها با مردم کهگیلویه از یک ریشه و نژاد هستند و دارای تاریخ مشترک می‌باشند. سخنوران لری جنوبی با سایر لر تباران و لر زبان‌ها نیز هم تبار می‌باشند و همگی از یک قوم هستند.
| تقسیمات لرهای جنوبی                                                                        | محل سکونت | زبان      |
| ------------------------------------------------------------------------------------------ | --- | --------- |
| لرهای کهگیلویه و بویراحمد (بویراحمدی، بهمئی، دشمن زیاری، طیبی، چرام، باوی، نوئی و آغاجاری) | کهگیلویه و بویراحمد:تمام استان فارس:دهستان خسروشیرین، بخش‌های سده، حسن آباد، گله دار، و شهرستان سپیدان، بیضا بوشهر:به‌طور عمده در بخش شبانکاره خوزستان:بهبهان، باغ‌ملک، هفتکل، رامهرمز، صیدون، آغاجاری، امیدیه، اهواز، رامشیر، ماهشهر، هندیجان و شادگان اصفهان:سمیرم | لری جنوبی |

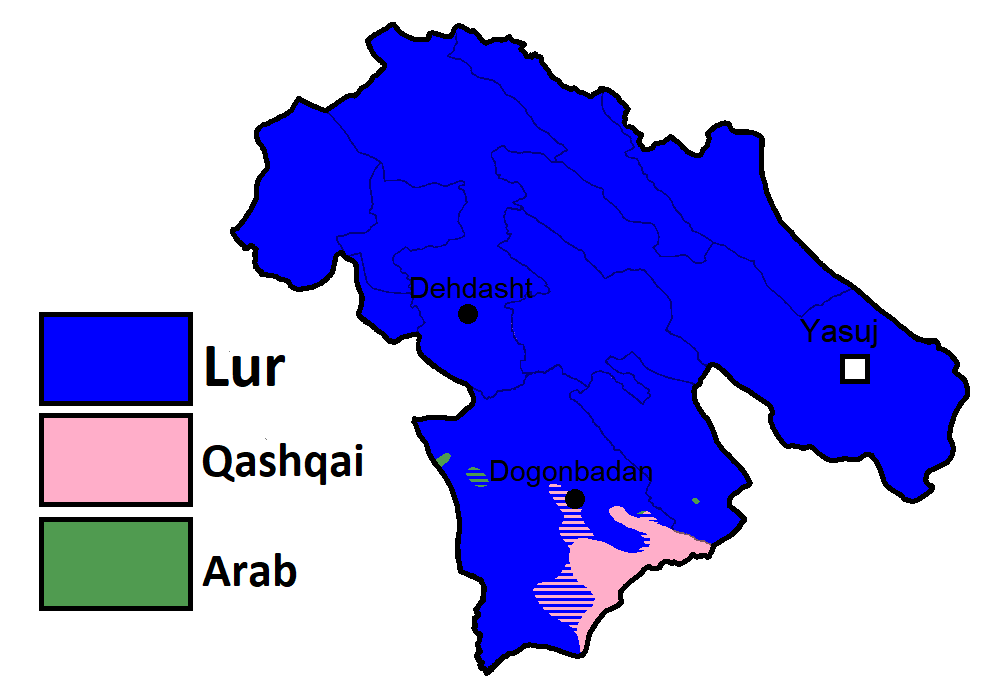
پراکنش جمعیتی اقوام در استان کهگیلویه بویراحمد

| لرهای ممسنی                                                                                | فارس:سپیدان، ممسنی، رستم، کوه چنار، کازرون، بخش ارژن شیراز، بیضا و کامفیروز بوشهر:دشتستان | لری جنوبی |
| لرهای حیات داوودی                                                                          | بوشهر:گناوه، دیلم، دشتستان، انگالی خوزستان:هندیجان، بهبهان، ماهشهر | لری جنوبی |
| لرهای لیراوی                                                                               | بوشهر:گناوه، دیلم، دشتستان، بخش انگالی بوشهر، شهرستان کنگانخوزستان:هندیجان، آغاجاری، بهبهان، ماهشهر، امیدیه، رامهرمز | لری جنوبی |
| لرهای شول                                                                                  | فارس:کامفیروزشمالی، کامفیروز جنوبی، سپیدان، ممسنی، کوه چنار، بیضا بوشهر:گناوه، دشتستان، دیلم | لری جنوبی |

### ایل‌ها
ایل‌های لر شناخته‌شده در استان کهگیلویه و بویراحمد از این قرار می باشند، بویراحمدی، بهمئی، طیبی، بابویی، دشمن زیاری.

نقشه ترکیب زبانی

نظرسنجی سال ۱۳۸۹
طی پژوهشی که به سفارش شورای فرهنگ عمومی در سال ۱۳۸۹ انجام شد و براساس یک بررسی میدانی و یک جامعه آماری از میان ساکنان ۲۸۸ شهر و حدود ۱۴۰۰ روستای سراسر کشور، درصد اقوامی که در این نظر سنجی نمونه‌گیری شد در این استان به قرار زیر بود:
| اقوام استان کهگیلویه و بویراحمد | اقوام استان کهگیلویه و بویراحمد | اقوام استان کهگیلویه و بویراحمد | اقوام استان کهگیلویه و بویراحمد | اقوام استان کهگیلویه و بویراحمد |
| ------------------------------- | ------------------------------- | ------------------------------- | ------------------------------- | ------------------------------- |
| قومیت                           | قومیت                           |                                 | درصد                            | درصد                            |
| لر                              | لر                              |                                 | ۹۰٫۶٪                           | ۹۰٫۶٪                           |
| ترک‌                             | ترک‌                             |                                 | ۵٪                              | ۵٪                              |
| فارس                            | فارس                            |                                 | ۳٫۶٪                            | ۳٫۶٪                            |
| سایر و بدون جواب                | سایر و بدون جواب                |                                 | ۰٫۷٪                            | ۰٫۷٪                            |

## گردشگری
استان کهگیلویه و بویراحمد به دلیل قرار گرفتن در میان رشته‌کوه زاگرس و برخورداری از طبیعت کوهستانی، جنگل‌های بلوط و رودخانه‌های پرآب، به «پایتخت طبیعت ایران» شهرت یافته‌است. این استان دارای بیش از ۲۱۷ گردشگاه زیارتی، طبیعی و تاریخی است و همه ساله در فصل‌های بهار و تابستان میزبان گردشگران داخلی و خارجی است.
از مهم‌ترین جاذبه‌های گردشگری استان می‌توان به موارد زیر اشاره کرد:
- آبشار یاسوج و پارک جنگلی یاسوج[۴۴]
- کوه دنا با بیش از ۴۰ قله بالای چهار هزار متر و ذخیره‌گاه زیست‌کره دنا که در فهرست یونسکو ثبت شده‌است.[۴۵]
- سی‌سخت و دریاچه‌ها و چشمه‌های کوه گل در دامنه‌های دنا[۴۶]
- تنگه تیزاب و تنگه تَمرادی در نزدیکی یاسوج[۴۷]
- آبشار مارگون در مرز فارس و کهگیلویه و بویراحمد[۴۸]
- شهر تاریخی بلادشاپور دهدشت (دوره ساسانی تا صفوی)[۴۹]
- باغ چشمه بلقیس در شهرستان چرام[۵۰]
- روستای پلکانی مارین در گچساران[۵۱]
- دهستان توریستی کریک، معروف به ماسوله جنوب[۵۲]
- پیست اسکی کاکان در دامنه دنا[۵۳]
- آبشار کمردوغ دهدشت[۵۴]
- بی‌بی حکیمه (خواهر امام رضا) و امامزاده جعفر (برادر امام رضا) در گچساران[۵۵]
- رودخانه‌های مارون، بشار، زهره، چرام، مهریان و سدهایی چون سد کوثر و سد شاه قاسم
- آثار باستانی همچون چهارطاقی خیرآباد، پل خیرمح خان، دژ سلیمان، قلعه دختر، تنگ سولک و تنگ تکاب (محل نبرد آریوبرزن با اسکندر)[۵۶]
- غارها و اشکفت‌های متعدد در مناطق کوهستانی استان.

همچنین در تمام استان، حدود ۱۸ رودخانه کوچک و بزرگ، ۴۰ چشمه آب آشامیدنی و معدنی، ۱۷ حلقه قنات، چندین دریاچه طبیعی، ۶۰ دره و تنگه، بوستان‌ها و دشت‌های سرسبز، بقاع امامزاده‌ها و آثار تاریخی شامل کاروانسراها، مساجد، حمام‌ها و آتشکده‌ها وجود دارد که ظرفیت گردشگری استان را دوچندان کرده‌است.

## آب و هوا
استان کهگیلویه و بویراحمد از معدود استان‌های ایران با آب و هوای معتدل و نیمه سردسیر است. استان کهگیلویه جز نواحی با آب و هوای مدیترانه ایی است.
سردسیر: این مناطق حدود ۸۰۳۷ با میانگین ۹۰۰ متر فاصله از دریا، در استان را در بر می‌گیرد. این مناطق عموماً پر بارش و پر از جنگل‌های انبوه بلوط، بن یا بنه بادام و… است. میانگین بارندگی در این مناطق بین ۴۵۰ تا ۶۰۰ میلی‌متر در سال است، بارش‌ها از اوایل فصول سرما تا اوایل فصول گرم سال ادامه پیدا می‌کند، این مناطق شهرستان‌های بویراحمد، دنا، مارگون و شمال شهرستان‌های کهگیلویه و گچساران را در بر می‌گرید.
معتدل وسعت این مناطق حدود ۸۲۲۶ با میانگین ۳۰۷ متر از سطح دریا است. بارش بین ۶۰۰ تا ۹۰۰ میلی‌متر در سال در این مناطق متداول است. در این مناطق پسته کوهی به وفور پیدا می‌شود. این مناطق شامل شهرستان‌های گچساران، کهگیلویه، باشت، بهمئی و لنده است.
شهر یاسوج (مرکز استان) جز یکی از پر بارش‌ترین مرکز ایران است. این شهر بعد از شهر رشت در جایگاه دوم پر بارش‌ترین مرکز استان ایران قرار دارد. همچنین شهر یاسوج یکی از مرتفع‌ترین مراکز استان‌های ایران نیز به‌شمار می‌رود و در جایگاه دوم بعد از شهرکرد قرار گرفته است.

## دربارهٔ نام استان
کُهگیلویِه
کهگیلویه با مرکزیت بلادشاپور (دهدشت کنونی) از دو بخش "کوه" به علاوهٔ "گیلویه" ساخته شده است. این نام از زمان ساسانیان تاکنون بر روی این ناحیه باقی مانده است. خاندان گیلویه یا به عبارتی خاندان روزبه، از مشهورترین و موثرترین خاندان‌های ایرانی در سه سده نخست اسلامی بود که پس از سقوط ساسانیان، علاوه بر درگیری متناوب با اعراب مهاجم و مسلط، به تدریج موفق شدند در دستگاه خلافت عباسی نفوذ یابند و نقش بارز خود را در وقایع سیاسی- اجتماعی عصر نشان دهند. نام گیلویه در منابع و اسناد تاریخی به صورت معرب و به شکل " جیلویه " آمده است.
بویِراحمد
بویراحمد نام یکی از ایل‌های ساکن در این استان است.

## معادن و منابع نفتی

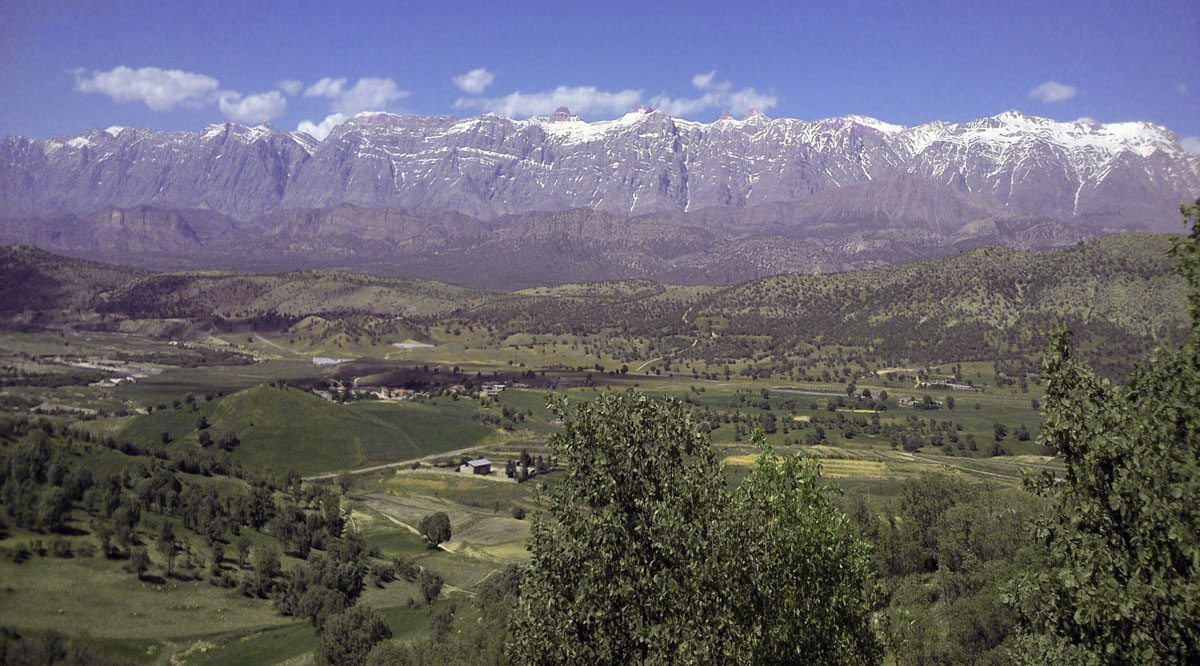
نگاره‌ای از کوه دنا

چهارمین معدن نیترات دنیا در کهگیلویه و بویراحمد قرار دارد. همچنین سلستین، بوکسیت، سنگ گچ، مواد اولیه سیمان و مواد اولیه آجر و مصالح ساختمانی ازجمله معادن این استان است.
براساس آمار موجود، بیشترین معادن استان در شهرستان بویراحمد با ۲۲ مورد و بیشترین معادن فعال در شهرستان گچساران با ۱۲ مورد واقع شده‌اند. به‌دلیل برخورداری از قابلیت تولید محصولات صادراتی با امکان ارزش افزوده و تنوع و پراکندگی ذخایر معدنی کهگیلویه وبویراحمد می‌تواند به برنامه‌های رشد و توسعه اقتصادی به‌ویژه در مناطق محروم کمک کند.
کهگیلویه و بویراحمد دارای بزرگ‌ترین معادن رسوبی در ایران و بزرگ‌ترین معدن فسفات کشور بوده. نخستین ذخیره معدنی نیترات ایران در کهگیلویه و بویراحمد است. تاکنون ۷۵ فقره پروانه بهره‌برداری معدنی با حجم سرمایه‌گذاری افزون بر سه هزار و ۳۰۰ میلیارد ریال در استان صادر شده و ۴۷ واحد معدنی نیز با تولید دو میلیون و ۴۰۰ هزار تُن محصول فعال هستند.
معدن نیترات پتاسیم لیراب با ظرفیتی بیش از یک میلیون تن. یک میلیارد و ۵۰۰ تن ذخیره معدنی در کهگیلویه و بویراحمد وجود دارد.
میدان نفتی گچساران دومین میدان بزرگ نفتی ایران است، که در محدوده شهرستان گچساران، استان کهگیلویه و بویراحمد و در فاصله ۲۲۰ کیلومتری از جنوب شرقی اهواز قرار دارد. این میدان با ذخیره درجای ۵۲ میلیارد بشکه و ذخیره قابل برداشت ۲۳ میلیارد بشکه نفت خام، پس از میدان نفتی اهواز دومین میدان بزرگ نفتی کشور به‌شمار می‌آید. هم‌اکنون ظرفیت تولید نفت این میدان در حدود ۴۸۰ هزار بشکه در روز می‌باشد، همچنین میزان تولید گازهای همراه این میدان ۹ میلیون متر مکعب در روز است.
میدان نفتی رگ‌سفید از میدان‌های نفتی جنوب‌غربی ایران است، که در جنوب استان کهگیلویه و بویراحمد قرار دارد و در فاصله ۱۵۰ کیلومتری از جنوب‌شرقی اهواز مستقر می‌باشد.میدان رگ‌سفید در سال ۱۳۴۳ کشف شد. این میدان پس از میدان نفتی پازنان، دارای بزرگ‌ترین حجم کلاهک گازی، در میان میدان‌های نفتی ایران است. حجم ذخیره درجای نفت خام میدان رگ‌سفید بالغ بر ۱۶ میلیارد بشکه (۴ میلیارد بشکه قابل برداشت) برآورد می‌گردد و میزان ذخیره درجای گاز طبیعی این میدان نیز در حدود ۵۴ تریلیون فوت مکعب تخمین زده می‌شود. میدان رگ‌سفید از میدان‌های تحت مدیریت شرکت ملی مناطق نفت‌خیز جنوب است. هم‌اکنون ظرفیت تولید نفت خام میدان رگ‌سفید به‌طور متوسط معادل ۱۸۰ هزار بشکه در روز می‌باشد، که روزانه معادل ۱۲۰ هزار بشکه توسط شرکت بهره‌برداری نفت و گاز آغاجاری و ۶۰ هزار بشکه در روز توسط تأسیسات شرکت بهره‌برداری نفت و گاز گچساران تولید می‌شود.
میدان نفتی بی‌بی‌حکیمه از میدان‌های نفتی ایران است، که در محدوده شهرستان گچساران، استان کهگیلویه و بویراحمد قرار دارد. این میدان با طول ۷۰ کیلومتر و عرض ۵ کیلومتر، در جنوب میدان نفتی گچساران مستقر می‌باشد.میدان بی‌بی‌حکیمه در سال ۱۳۴۱ توسط شرکت اکتشاف و تولید نفت ایران کشف شد و در همان سال نیز به بهره‌برداری رسید. ظرفیت تولید نفت خام این میدان درحال حاضر ۱۲۰ هزار بشکه در روز است. این میدان دارای مخازن آسماری، بنگستان و خامی می‌باشد، که مخزن خامی آن از سازندهای فهلیان، گدوان و داریان تشکیل شده است. میدان بی‌بی‌حکیمه از میدان‌های تحت مدیریت شرکت ملی مناطق نفت‌خیز جنوب است، که عملیات بهره‌برداری از آن توسط شرکت بهره‌برداری نفت و گاز گچساران انجام می‌شود.

## موقعیت جغرافیایی
استان کهگیلویه و بویراحمد ازجمله استان‌های جنوبی ایران به‌شمار می‌رود که با پنج استان همسایه است:
از شرق با استان اصفهان و فارس، از جنوب با استان بوشهر، از غرب با خوزستان و از شمال با چهارمحال و بختیاری.
استان کهگیلویه و بویراحمد حدود ۱۶۲۶۴کیلومتر مربع وسعت دارد. استان کهگیلویه و بویراحمد در بین مدار ۲۹ درجه و ۵۲ دقیقه و ۳۱ درجه و ۲۶ دقیقه شمالی و نصف النهارهای ۴۹ درجه و ۵۵ دقیقه و ۵۱ درجه و ۵۳ دقیقه شرقی قرار دارد

## وضعیت اقتصادی
این استان از نظر اقتصادی به عنوان ناحیه کشاورزی و دامپروری به‌شمار می‌آید. بعد از دامداری و کشاورزی، صنایع استخراج نفت گچساران و کارخانه قند یاسوج و مجتمع دنا صنعت یاسوج (تولید انواع لوله‌های پلیمری) از اهمیت ویژه‌ای برخوردار است، ولی با این حال فعالیت‌های صنعتی و معدنی در این استان نسبت به سایر مناطق کشور، رشد نیافته و رونق چندانی ندارد. به‌طور کلی صنایع موجود در این استان به دو گروه تقسیم می‌شوند، که عبارتند از صنایع دستی و ماشینی. بزرگ‌ترین صنعت موجود استان، صنعت نفت است. در زمینه معادن نیز این استان دارای معادن بوکسیت، مس، فسفات، گوگرد، و غیره است.
استان کهگیلویه و بویراحمد بیش از یک‌میلیون هکتار جنگل دارد و با دارا بودن یک‌درصد از مساحت کل کشور، حدود ۳۰ درصد از کل گونه‌های گیاهی کشور را در خود جای داده است. درختان بلوط علاوه بر آنکه برای دام‌ها مورد استفاده قرار می‌گیرد، میوه آن برای انسان نیز خاصیت‌های زیادی دارد.
خشکیدگی درختان بلوط یکی از مهم‌ترین چالش‌های جنگل‌های زاگرس و این منطقه است. آفت کرم چوبخوار و بیماری زغالی پس از سال ۱۳۹۰ به‌دلیل خشکسالی به بلوط‌های مناطق زاگرس حمله کرده و این آفت در سال‌های ۱۳۹۲ تا ۱۳۹۳ خسارات بسیار زیادی به بلوط‌های منطقه زده است.

## حکام محلی

### خاندان گیلویه
خاندان گیلویه یا به عبارتی خاندان روزبه، از مشهورترین و موثرترین خاندان‌های ایرانی در سه سده نخست اسلامی بود که پس از سقوط ساسانیان، علاوه بر درگیری متناوب با اعراب مهاجم و مسلط، به تدریج موفق شدند در دستگاه خلافت عباسی نفوذ یابند و نقش بارز خود را در وقایع سیاسی- اجتماعی عصر نشان دهند. گیلویه که از همه اعضای خاندان معروف تر و برجسته تر شد، اقتدار و عظمتش به حدی رسید که منطقه وسیعی از فارس را تحت حاکمیت خود درآورد، و منطقه به احترام و اشتهار او نام گذاری شد. وی که سپاهی آماده و چند هزار نفری داشت، با خاندان ابودلف عجلی عرب، که از سده دوم ه‍.ق در بخشی از ایران – خاصه عراق عجم- حضور و سلطه یافته بودند، درگیر و به رغم موفقیت‌های مقطعی و قتل معقل، برادر ابودلف، سرانجام کشته شد. قلمرو گیلویه که ناحیه گسترده‌ای(نیمه جنوبی لر بزرگ) از نزدیکی‌های شیراز تا سمیرم، لردگان، ارجان (= بهبهان), بخشی از کناره‌های خلیج فارس، ممسنی و کهگیلویه و بویراحمد بود، قلمرو حکمرانی گیلویه و خاندانش محسوب می‌شد. پس از گیلویه، فرزندانش، خالد و حسن و نوه او محمد بن حسن، به گونه‌ای دیگر در دربار خلفای عباسی حضور و نفوذ یافتند و و نقش مهم خاندان را تداوم بخشیدند.

## ترابری
استان کهگیلویه و بویراحمد تاکنون فاقد راه‌آهن می‌باشد. این درحالی است که احداث راه‌آهن اقلید-یاسوج در سفر اول دولت نهم به استان کهگیلویه و بویراحمد مصوب و در سال ۱۳۹۴ کلنگ زنی شد و هنوز در دست احداث است ولی بعد از گذشت چندین سال هنوز کاری در این برنامه انجام نشده است. با وضعیت کنونی این خط راه‌آهن و قطره چکانی‌های دولت در خصوص تأمین اعتبار ممکن است تا ۵۰ سال طول بکشد!
کلیه محورهای ارتباطی آن با استان‌های همجوار از طریق راه‌های آسفالته برقرار می‌شود. ازجمله محورهای ارتباطی که به شهرهای مهم استان‌های همجوار می‌پیوندد، عبارتند از: مسیر شیراز-اردکان (سپیدان)-یاسوج و امتداد آن رو به‌سوی شمال و پیوستن به شهر سی‌سخت. ادامه محور از یاسوج تا شهر سمیرم در استان اصفهان و همچنین مسیر یاسوج به شهر پاتاوه-لردگان و ادامه آن تا شهرکرد، جاده پاتاوه دهدشت، دهدشت-چرام. یکی دیگر از محورهایی که سه استان همجوار را به هم می‌پیوندد و بسیار پرتردد می‌باشد، مسیر یاسوج-نورآباد (ممسنی)-گچساران-بهبهان در استان خوزستان است.
این استان دارای دو فرودگاه در شهرهای یاسوج و گچساران می‌باشد.
- فرودگاه بین‌المللی شهدای یاسوج
- فرودگاه شهید امید بخش گچساران

## فرهنگ
یاریار زبان لری از آوازهای کهن مردم لر است که از فطرت پاک نیاکان سرچشمه گرفته و بخشی از هویت فرهنگی مردم لر را تشکیل می‌دهد. قوم لر به قوم اصالت و قوم برنو معروف می‌باشند، به‌دلیل علاقه لرها به تفنگ برنو و گذشته نیاکان و جنگ‌های آن ها با تفنگ برنو، هنوز هم در رسومات عروسی و عزاداری تیر به کمر می‌بندند و تفنگ برنو در دست می‌گیرند.    
ادبیات ضرب‌المثل
در استان شعرهای حماسی مهمی در ایالات قدیم وجود داشت در میان مردم استان کهگیلویه و بویراحمد اشعار حماسی شاهنامه فردوسی نیز طرفدارهای زیادی دارد؛ علاوه بر جشن‌ها در برنامه‌های تلویزیونی شبکه دنا نیز شاهنامه فردوسی خوانی وجود دارد. همچنین در استان ضرب‌المثل‌های متفاوتی وجود دارد که می‌توان به چند مورد از آنها اشاره کرد:
عَجَلَ کار شیطون: عجله کار شیطان است.
هر کوری جلو پاش بهتر ایبینه: هر فرد نابینا جلوی پایش را بهتر از دیگران می‌بیند.
دِرو وَ دیر ای شَلِه: دورغ از دور می‌لنگد.
سُوار غم پیاده نی خَرَه: سوار به فکر پیاده نیست.
جشن‌ها و آیین‌های مهم در استان

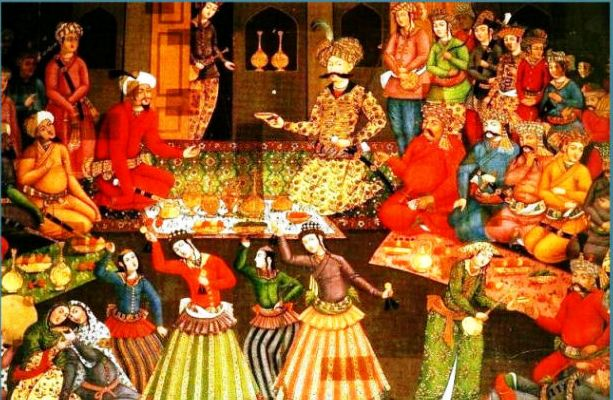
نوروز در زمان شاه عباسی در نقاشی

عید نوروز سر آغاز سال شمسی در کشور است که مردم استان آن را جشن می‌گیرند چیدن سفر عید (هفت سین) جز رسومات عید نوروز است قبل از رسیدن عید نوروز بانوان خانه تکانی می‌کنند، چهارشنبه آخر سال (چهارشنبه سوری) آتش روشن کرده و روی آتش می‌پرند همچنین در پنجشنبه آخر سال یا چند روز مانده به سال تحویل برای مردگان غذای محلی شیر برنج تهیه کرد و خیرات می‌کنند
موسیقی موسیقی در استان کهگیلویه و بویراحمد از جایگاه خاصی برخوردار است و به مواقع مختلف شادی و غم از موسیقی‌های متفاوت استفاده می‌شود.

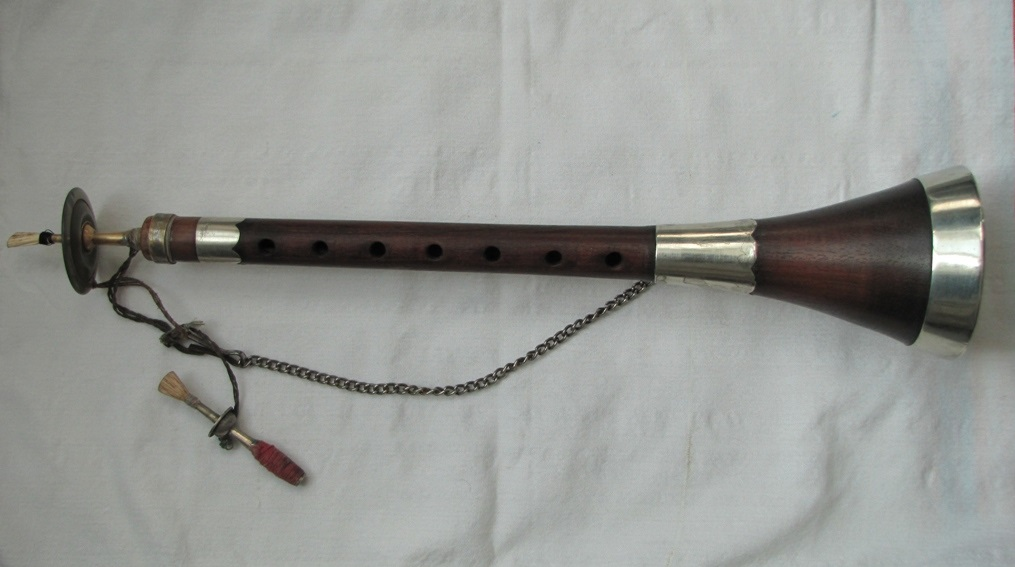
یک ساز لری

## مشاهیر
- سید علی ملک حسینی، پزشک (بنیانگذار عمل پیوند کبد در ایران)
- حسین پناهی، بازیگر، شاعر و فیلسوف
- سید محمدعلی افشانی، سیاستمدار (استاندار سابق فارس و شهردار سابق تهران)
- علیرضا کوشکی، فوتبالیست
- بابک مرادی، فوتبالیست
- محمد رشید مظاهری، فوتبالیست
- صابر حردانی، فوتبالیست
- صالح حردانی، فوتبالیست
- علی پیروج، پرتابگر نیزه
- شبنم بهشت، فوتبالیست
- حسن باشت باوی، بوکسور (پدر بوکس ایران)
- جمشید جهانزاده، بازیگر
- پریوش نظریه، بازیگر
- سید ستار هاشمی، وزیر ارتباطات و فناوری اطلاعات
- سید ضیاء هاشمی، جامعه‌شناس (رایزن فرهنگی ایران در سوئد)
- محمدرضا سیاهپور، قاضی (معاون دادستان تهران)

## پوشش محلی

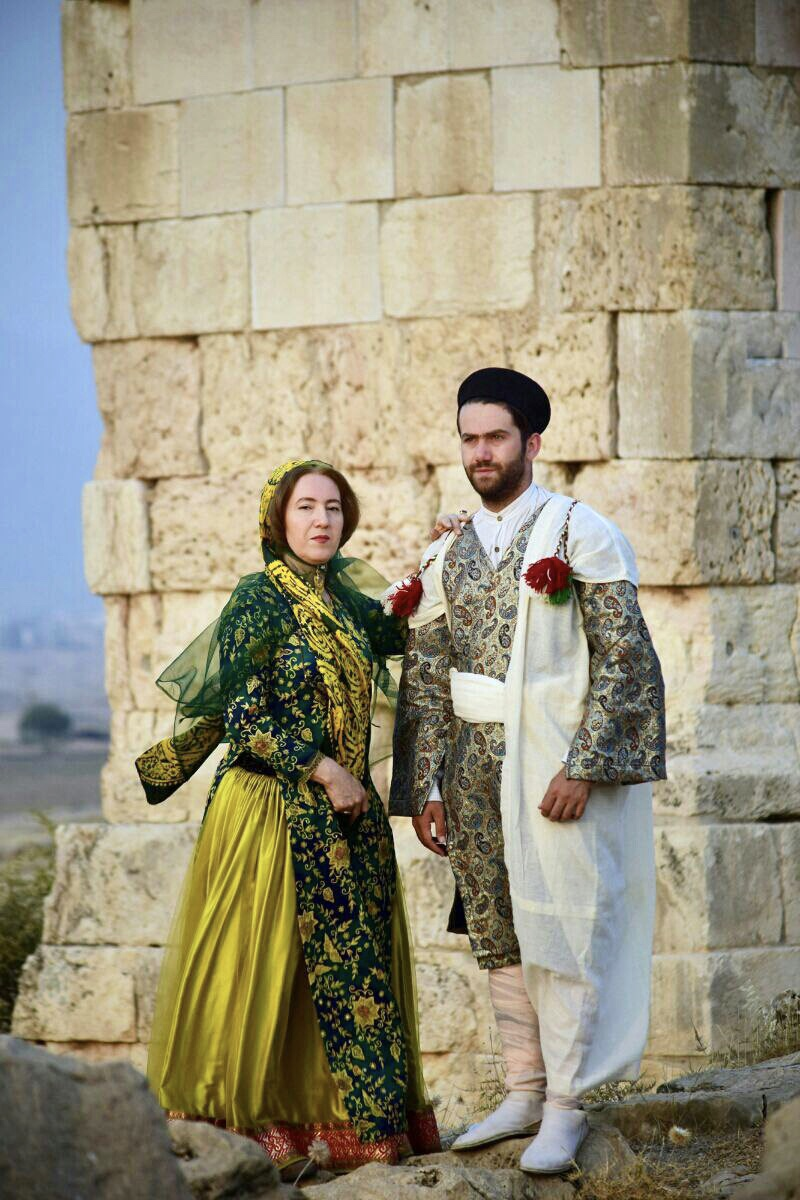
پوشش لری مردانه و زنان استان کهگیلویه و بویراحمد (لری جنوبی)

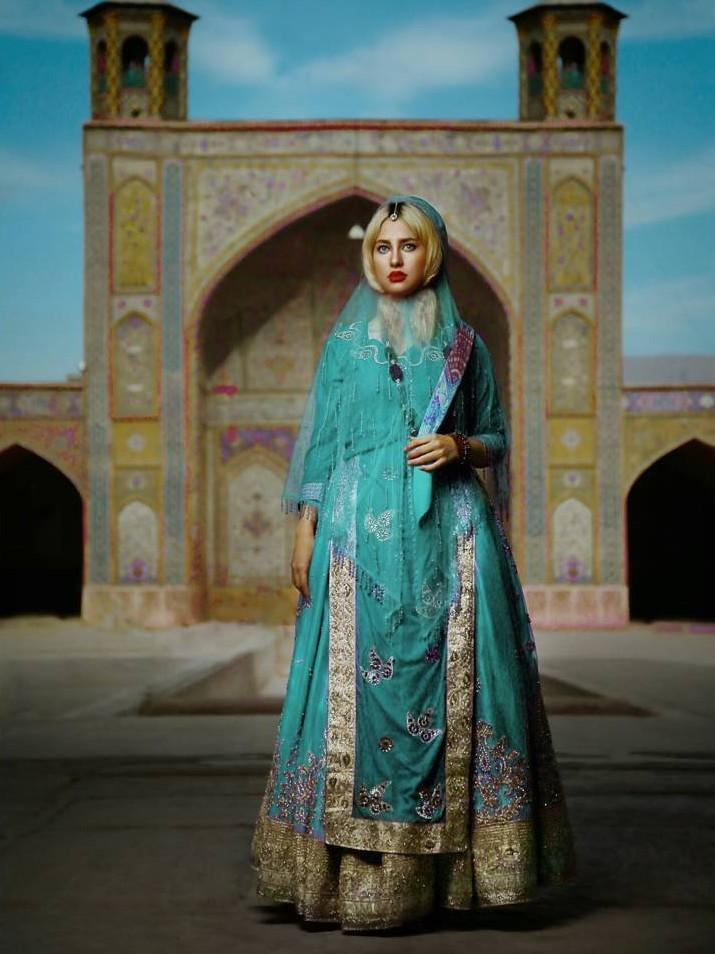
پوشش یک زن لر کهگیلویه ای

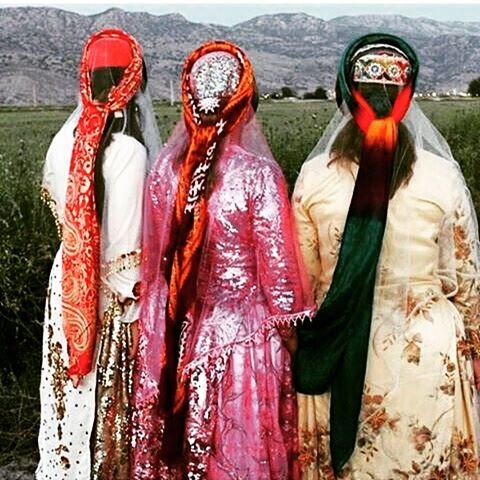
پوشش زنان لر کهگیلویه‌ای از نمای پشت

مردان لباس لری می‌پوشند و بانوان لباس مختص زنان لر جنوبی را می‌پوشند. لباس بانوان در استان را می‌توان به سه قسمت اصلی تن‌پوش، پاپوش و سرپوش تقسیم کرد.
سرپوش که خود نیز به سه قسمت تقسیم می‌شود.
۱. روسری تور(به زبان لری:کانه): روسری از جنس تورمانند و نازک هست که زیر گلوی آن را با سوزن طلا می‌بندند.
۲. کلاهچه(به لری: لچک): کلاهی هست که زنان لر وسط سر و زیر روسری می‌بندند و با سکه زینت داده شده است. 
۳. چارقد(گلونی) لری: پارچه یا دستمالی بلند و سربند مانند هست که بر روی آن نقوش سرو خمیده و گردونه مهر نقش بسته که این نقوش و این سربند متعلق به تمدن ایلامی ها و قوم کاسیت هست که در رنگ‌های دیگری به نام گُلونی لری لرستان ثبت ملی شده است. 
تن‌پوش (به لری: جومه) بالاتنه لباس زنان کهگیلویه‌ای یک پیراهن دو متر است که از زیر گردن تا کف پاها را می‌پوشاند. 
پایین تنه(به لری:تومبان) تشکل شده از یک دامن است که بیشترین مصرف پارچه را دارد که تقریباً بین پنج تا ۱۲ متر پارچه استفاده می‌کند

## ره آورد
صنایع دستی
صنایع دستی استان کهگیلویه و بویراحمد می‌توان به قالیچه گلیم، گبه، خوردجین و جاجیم و… اشاره کرد
سوغات استان می‌توان به گردو ،عسل و انگور و ماهی قزل‌آلا اشاره کرد همچنین میخک نیز جز یکی از سوغات‌های استان به‌شمار می‌رود.
استان کهگیلویه و بویراحمد یکی از استان‌های برجسته در تولید گردو می‌باشد.
همچنین این استان یکی از قطب‌های تولید عسل در کشور نیز می‌باشد و این محصول را به کشورهای دیگر نیز صادر می‌کند

## ورزش
در استان بزرگ‌ترین ورزشگاه متعلق به شهر یاسوج ورزشگاه آزادی یاسوج است این ورزشگاه در سال ۱۳۹۴ با ۱۵۰۰۰ نفر ظرفیت افتتاح شد.
تیم‌های از استان در لیگ برتر هندبال مردان فعالیت می‌کنند که عبارتند از:
- باشگاه هندبال فراز بام خائیز دهدشت
- باشگاه هندبال نفت و گاز گچساران

البته در فوتبال نیز تیم‌های در استان فعالیت می‌کنند:
- باشگاه فوتبال نفت گاز گچساران
- باشگاه فوتبال شهرداری یاسوج[۷۵]
- باشگاه فوتبال اتحاد کهگیلویه
- باشگاه فوتبال ابوذر باشت

## غذاهای محلی استان
استان دارای غذاهای سنتی متعددی است:
- آش کارده (هره)
- شله ماشکی (ماشی)
- شله شیری (شیر برنج)
- شله ماسی یا شله دووی (که به اسم آش دوغ معروف است)
- نان بلوط (کلگ)
- آش دنگو
- شله لیزک